# Societat Catalana de Comunicació
La Societat Catalana de Comunicació és una entitat filial de l'Institut d'Estudis Catalans fundada el 1985 o 1986 per professors i professionals de la comunicació. Edita publicacions com Comunicació. Revista de recerca i anàlisi o Periodística, i organitza congressos i altres activitats relacionades amb la comunicació. Des del 1991 celebra una Conferència Anual a Girona.
El 2015 Jordi Berrio fou elegit president de l'entitat i el vicepresident era Sergi Cortiñas, després president. El novembre de 2022 fou elegit president Joan Francesc Fondevila Gascón. L'entitat es va presentar a València el 2015, amb una conferència a la Facultat de Filologia de la Universitat de València.
Comunicació. Revista de recerca i anàlisi és una revista científica escrita en català i en altres llengües romàniques i en anglès, editada per la Societat Catalana de Comunicació (SCC). El primer número va sortir el mes de novembre del 2010, arran d'un canvi de nom de l'anterior revista de la SCC, Treballs de Comunicació que va parèixer des del 1991. És una revista semestral que apareix cada maig i novembre amb una tirada de 300 exemplars i també en edició digital consultable en accés obert a RACO i al web de la SCC. Els textos que hi apareixen es regeixen per un sistema d'avaluacions anònimes i expertes.